# Typhlomys cinereus
Typhlomys cinereus é uma espécie de roedor da família Platacanthomyidae.
Pode ser encontrada na China e no Vietname. É possível que ocorra também no Laos.

## Subespécies
Musser e Carleton (2005) reconheceram 5 subespécies. A forma do noroeste vietnamita, Typhlomys cinereus chapensis, é muitas vezes tratada como uma espécie distinta, mas cai dentro da variância normal da espécie chinesa, Typhlomys cinereus.
- Typhlomys cinereus cinereus Milne-Edwards, 1877
- Typhlomys cinereus chapensis Osgood, 1932
- Typhlomys cinereus daloushanensis Wang & Li, 1996
- Typhlomys cinereus guangxiensis Wang & Chen, 1996
- Typhlomys cinereus jingdongensis Wu & Wang, 1984